# Taite
Taite, anomenada en assiri Taidu, va ser una de les capitals de Mitanni. Se suposa que era a la regió del riu Khabur però encara no s'ha trobat amb seguretat tot i que l'expert italià Mirjo Salvini pensa que és a Tell Hamidiya.
Des del començament del segle xiv aC era la residència temporal dels reis que van dominar la part oriental del país, mentre el rei Tushratta governava a Washukanni. Aquesta situació va durar fins potser el 1340 aC quan la intervenció del rei Subiluliuma I va eliminar la dinastia oriental.
Sota el rei Wasashatta va tornar a seu capital de Mitanni, almenys fins que els assiris la van ocupar cap a l'any 1290 aC. Adadnirari I d'Assíria va ampliar la ciutat i hi va construir canals de rec i un palau i hi va deixar algunes esteles.